# Municipio de Hermitage
El municipio de Hermitage (en inglés: Hermitage Township) es un municipio ubicado en el condado de Hickory en el estado estadounidense de Misuri. En el año 2010 tenía una población de 1136 habitantes y una densidad poblacional de 24,33 personas por km².

## Geografía
El municipio de Hermitage se encuentra ubicado en las coordenadas 37°56′29″N 93°20′35″O / 37.94139, -93.34306. Según la Oficina del Censo de los Estados Unidos, el municipio tiene una superficie total de 46.68 km², de la cual 46,6 km² corresponden a tierra firme y (0,18 %) 0,09 km² es agua.

## Demografía
Según el censo de 2010, había 1136 personas residiendo en el municipio de Hermitage. La densidad de población era de 24,33 hab./km². De los 1136 habitantes, el municipio de Hermitage estaba compuesto por el 97,01 % blancos, el 0,26 % eran afroamericanos, el 0,53 % eran amerindios, el 0,18 % eran asiáticos, el 0,18 % eran de otras razas y el 1,85 % eran de una mezcla de razas. Del total de la población el 0,35 % eran hispanos o latinos de cualquier raza.